# Septoria gei
Septoria gei är en svampart som beskrevs av Roberge ex Desm. 1843. Septoria gei ingår i släktet Septoria och familjen Mycosphaerellaceae.   Inga underarter finns listade i Catalogue of Life.